# Гуляєв Борис Іванович
Гуляєв Борис Іванович (1929—2020) — фізіолог рослин, доктор біологічних наук з 1984 року, професор з 1990 року. Лауреат державної премії УРСР у галузі науки і техніки (1987), премії ім. М.Холодного АНУ (1992).

## Життєпис
Народився 20 серпня 1929 року в селі Деревянськ Усть-Куломского району, нині республіка Комі. Закінчив Ленінградський університет (1953).
В 1958 році брав участь в комплексній Антарктичній експедиції АН СРСР до Південного полюсу.
Від 1959 до 2014 рр. працював в Інституті фізіології рослин і генетики Національної академії наук України (Київ): 1981—1984 рр. зав. лабораторії продукційного процесу, 1984—1989 рр. зав. відділу фізіології та екології фотосинтезу, від 1989 — провідний науковий співробітник. Вивчав за допомогою методів математичного моделювання процес фотосинтетичної асиміляції СО2 у різних генотипів рослин у зв'язку з їх диханням, ростом, розвитком і продуктивністю в різних умовах довкілля.

## Основні праці
- Методика измерения фотосинтетически активной радиации. Москва, 1967 (співавт.);
- Фотосинтез и продукционный процесс. Киев, 1983 (співавт.);
- Фотосинтез, продукционный процесс и продуктивность растений, Киев, 1989 (співавт.);
- Фотосинтез и продуктивность растений: Проблемы, достижения, перспективы исследований // Физиол. и биохимия культ. раст. 1995. Т.27, № 3;
- Екофізіологія фотосинтезу: досягнення, стан і перспективи досліджень // Фізіологія рослин на межі тисячоліть Київ, 2002;
- Фотосинтетическая продуктивность агроэкосистем // Физиол. и биохимия культ. раст. 2003. Т.35, № 5;
- Частная физиология полевых культур., Москва, 2005(співавт.).